# Cosmia polymorpha
Cosmia polymorpha là một loài bướm đêm trong họ Noctuidae.